# Rodrigo Bastos
Rodrigo Pimentel Bastos (Guarapuava, 4 de julho de 1967) é um atirador esportivo brasileiro.
Foi medalhista de prata nos Jogos Pan-americanos de 2003, em Santo Domingo, na República Dominicana e bronze no Jogos Pan-americanos de 1987, em Indianápolis, nos Estados Unidos, ambos na modalidade fossa olímpica.
Integrou ainda a equipe de tiro esportivo que disputou os Jogos Pan-Americanos de 2015, em Toronto, no Canadá.
Disputou duas edições dos Jogos Olímpicos: Seul 1988 e Atenas 2004.